# 烏來棒粉蝨
烏來棒粉蝨（学名：Aleuroclava uraianus）为粉蝨科棒粉蝨屬下的一个种。